# LeNet
LeNet —  згорткова нейронна мережа, запропонована Яном ЛеКуном зі співавторами у 1989 році.

## Структура
Структура згорткової мережі LeNet містить два згорткових шари.

## LeNet5

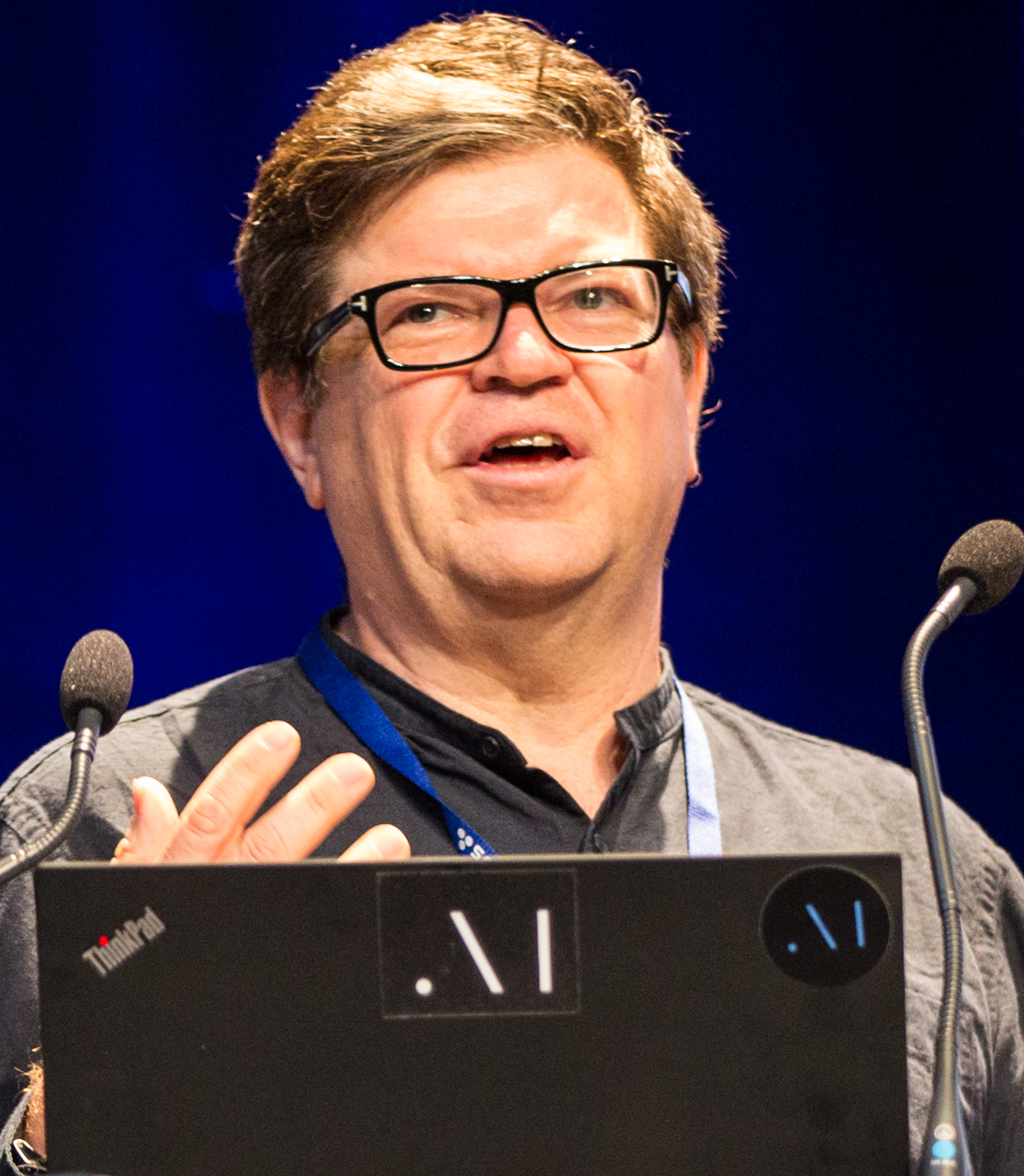
Ян ЛеКун в 2018

Подальшим розвитком нейронної мережі LeNet стала згорткова мережа LeNet5, запропонована у 1998 р. Нейронна мережа LeNet5 використовується для розпізнавання рукописних цифр на зображеннях формату 32×32 пікселів. Структура LeNet-5 має 7-рівнів. Вона була застосована кількома банками для розпізнавання рукописних цифр на чеках. Для навчання мережі використовується база MNIST.